# Esenbeckia planaltina
Esenbeckia planaltina är en tvåvingeart som beskrevs av David Fairchild 1971. Esenbeckia planaltina ingår i släktet Esenbeckia och familjen bromsar. Inga underarter finns listade i Catalogue of Life.